# Nergis Mavalvala
Negra Mavalvala (in urdu نَرگِس مَاوَلوَالَا‎?; Lahore, 1968) è un'astrofisica statunitense nata in Pakistan, professore di astrofisica al Massachusetts Institute of Technology (MIT), dove è anche preside della Scuola di Scienze. In precedenza In precedenza è stata Associate Head del Dipartimento di Fisica dell'università. Vincitrice del MacArthur Award nel 2010, Mavalvala è nota per il suo lavoro sulla rilevazione delle onde gravitazionali presso il LIGO (Laser Interferometer Gravitational-Wave Observatory), ma ha ottenuto importanti risultati anche in altre aree della fisica: ha condotto esperimenti pionieristici sul raffreddamento laser di oggetti macroscopici, e sugli stati quantistici della luce.

## Biografia
Mavalvala è nata a Lahore, in Pakistan, in una famiglia Parsi che praticava lo zoroastrismo; era la più giovane dei due figli ed è cresciuta principalmente a Karachi. Ha studiato presso il Convento di Gesù e Maria, quindi nel 1986 si è trasferita negli Stati Uniti conseguendo nel 1990 una laurea in fisica e astronomia al Wellesley College. È poi entrata a far parte del gruppo di Rainer Weiss nel dipartimento di fisica del MIT conseguendo il dottorato di ricerca nel 1997.

## Carriera
Come studentessa laureata al MIT, ha condotto il suo lavoro di dottorato sotto Rainer Weiss  dove Mavalvala ha sviluppato un prototipo di interferometro laser per rilevare le onde gravitazionali. Dopo la scuola di specializzazione, ha lavorato come ricercatrice post-dottorato e poi come ricercatrice scientifica presso il California Institute of Technology, iniziando il suo lavoro con il fondo cosmico a microonde, e infine lavorando su LIGO. Mavalvala si concentra principalmente su due campi della fisica: l'astrofisica delle onde gravitazionali e la scienza della misurazione quantistica. Mavalvala è entrata a far parte della facoltà di fisica del MIT nel 2002. Nel 2017 è stata eletta alla National Academy of Sciences.

### Rilevazione di onde gravitazionali
Mavalvala faceva parte del gruppo di scienziati che, per la prima volta, ha osservato le increspature nel tessuto dello spaziotempo chiamate onde gravitazionali. Mavalvala lavora sulle onde gravitazionali dal 1991.  Dopo l'annuncio dell'osservazione, è diventata subito una celebrità come scienziata nel suo paese natale, il Pakistan. Una dichiarazione del primo ministro pakistano Nawaz Sharif ha elogiato Mavalvala, definendola una fonte di ispirazione per scienziati e studenti pakistani che aspirano a diventare futuri scienziati. Ha anche affermato che "l'intera nazione è orgogliosa del suo prezioso contributo".
Il 20 febbraio 2016, l'Ambasciatore del Pakistan negli Stati Uniti , Jalil Abbas Jilani, ha trasmesso il messaggio di congratulazioni del governo del Pakistan a Mavalvala per i suoi eccezionali risultati nel campo dell'astrofisica. L'ha anche invitata a visitare nuovamente il Pakistan, cosa che lei ha accettato.

### Raffreddamento laser
Il raffreddamento ottico degli specchi quasi allo zero assoluto può aiutare a eliminare il rumore di misura derivante dalle vibrazioni termiche. Una parte del lavoro di Mavalvala si è concentrata sull'estensione delle tecniche di raffreddamento laser per raffreddare otticamente e intrappolare oggetti sempre più massicci, sia per il progetto LIGO che per altre applicazioni, come consentire l'osservazione di fenomeni quantistici in oggetti macroscopici. Risultati importanti del suo gruppo in quest'area includevano il raffreddamento di un oggetto su scala centimetrica a una temperatura di 0,8 kelvin e l'osservazione di un pendolo di 2,7 chilogrammi vicino al suo stato quantico fondamentale. Questi esperimenti gettano le basi per l'osservazione del comportamento quantistico in oggetti a misura d'uomo.

### Stati quantistici della luce
Mavalvala ha anche lavorato allo sviluppo di stati quantistici esotici di luce, in particolare alla generazione di luce in stati coerenti compressi. Inserendo tali stati nell'interferometro di Michelson su scala chilometrica dei rivelatori LIGO, il suo gruppo ha notevolmente migliorato la sensibilità del rivelatore riducendo il rumore quantico; tali stati spremuti hanno anche molte altre applicazioni nella fisica sperimentale. Il suo gruppo è stato il primo a generare luce schiacciata utilizzando l'optomeccanica a temperatura ambiente, rispetto a tutte le precedenti sorgenti luminose schiacciate optomeccaniche che operavano a condizioni di temperature molto basse (criogenichetemperature).

## Vita privata
Mavalvala si identifica come lesbica e parla apertamente del suo orientamento sessuale e della sua storia familiare come immigrata pakistana, descrivendosi come una "persona di colore e queer". Ha sostenuto di non essere stata a conoscenza del suo orientamento sessuale fino a dopo il college. Mavalvala viene spesso interrogata su come sia riuscita a superare la barriera dei ruoli di genere e perseguire una carriera di sua scelta. In un'intervista al quotidiano pakistano Dawn, Mavalvala afferma: "Sono cresciuta in una famiglia in cui i ruoli di genere stereotipati non erano realmente osservati. Quindi sono cresciuta pensando che le donne possono, devono e dovrebbero fare qualsiasi cosa. Questo è molto importante per me". Parla anche della capacità delle persone in Pakistan di rompere i ruoli e gli stimmi di genere: "Chiunque dovrebbe essere in grado di fare queste cose. E io ne sono la prova perché sono tutte quelle cose. Con la giusta combinazione di opportunità, è stato possibile che io lo faccia".
Mavalvala è spesso vista come un modello per aspiranti scienziate con radici nel subcontinente indiano. Da bambina Mavalvala era spesso coinvolta in lavori pratici e non era vincolata a ruoli di genere stereotipati nella cultura del subcontinente, a causa del modo in cui sua sorella e lei erano cresciute. Mavalvala afferma che gran parte del suo successo è attribuito a buoni mentori sia negli Stati Uniti che in Pakistan che hanno incoraggiato le sue capacità accademiche. In un'intervista televisiva nel 2016, Mavalvala ha dichiarato: "Quando tutti hanno accesso all'istruzione, è allora che tutte le altre cose entrano a posto... [Devi] fare ciò che ti dà piacere, devi trovare un modo per farlo. Le persone dovrebbero semplicemente fare ciò che gli piace di più e penso che per tutta la società, che sia in Pakistan o altrove, dobbiamo creare opportunità per le ragazze di fare ciò in cui sono brave e fare ciò che amano fare deve coltivare il senso di meraviglia in un bambino".
Mavalvala e la sua compagna hanno due figli e risiedono a Cambridge, nel Massachusetts, negli Stati Uniti. Mavalvala ha allargato la famiglia a Karachi e ha visitato la città nel 2010.

## Premi e riconoscimenti
- 2022, relatrice per l'inizio del 2022 al Wellesley College[33]
- 2017, Mavalvala ha vinto il primo Lahore Technology Award lanciato dall'Information Technology University[34][35]
- 2017, la Carnegie Corporation di New York ha premiato Mavalvala con il  "Great Immigrants". I premi vanno a "cittadini naturalizzati che hanno dato un notevole contributo al progresso della società americana".[36]
- 2016, co-vincitore del Premio Gruber in Cosmologia[37]
- 2016, co-vincitore del Premio Speciale Breakthrough in Fisica Fondamentale, come parte del team LIGO[38]
- 2014, NOGLSTP ha riconosciuto Mavalvala come scienziata LGBTQ dell'anno[39]
- 2014, OSA Fellows[40]
- 2013, Joseph F. Keithley Award For Advances in Measurement Science dall'American Physical Society[41]
- 2010, MacArthur Award[42]
- 2010, membro dell'American Physical Society[43]
- 2007, premio Edgerton per i risultati della facoltà presso il Massachusetts Institute of Technology[44]
- 2005, Borsa di ricerca Sloan[45]
- 1990, Premio Phyllis Fleming per l'eccellenza nella fisica[46]